# کمربند پاکدامنی (بی‌دی‌اس‌ام)

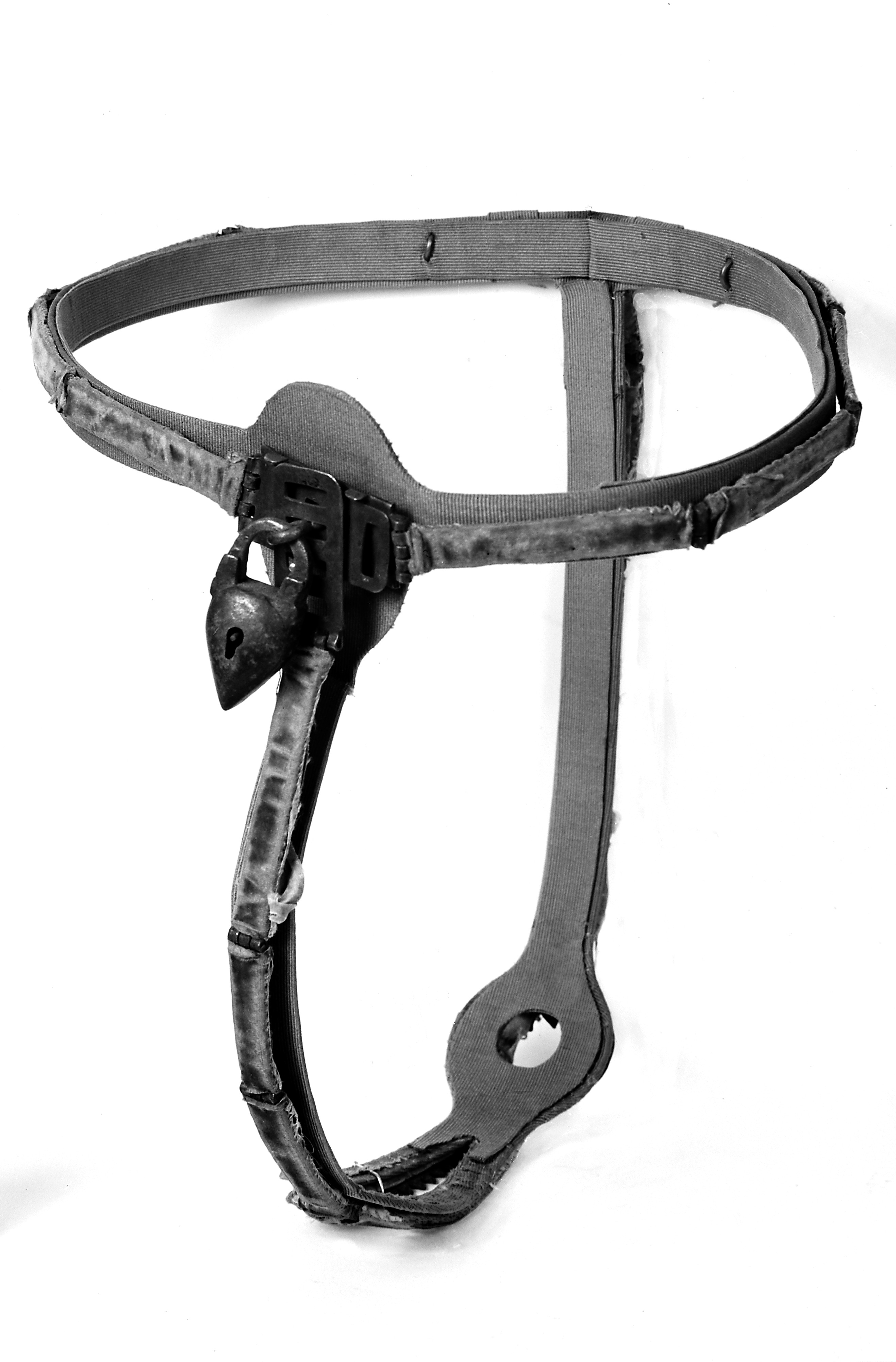
کمربند پاک‌دامنی، به همراه قفل و کمربند

کمربند پاکدامنی (انگلیسی: Chastity belt) یک دستگاه پاکدامنی می‌باشد که در بی‌دی‌اس‌ام ممکن است برای کنترل ارگاسم و جلوگیری از ارگاسم شهوانی استفاده شود تا پوشنده سلطه‌پذیر مرد یا زن (کسی که آن را پوشیده) از آمیزش جنسی (سکس) بدون اجازه فرد غالب و سلطه‌گر که دارنده کلید کمربند است و «کلیددار» نامیده می‌شود، محروم شود. همچنین این کمربند شامل محروم کردن از دیگر فعالیت‌های جنسی نیز می‌شود، از جمله خودارضایی یا سکس دهانی با اندام فرد پوشنده. این کمربند می‌تواند توسط سلطه‌گر زن یا مرد برای یک مدت مشخص در بازی‌های بی‌دی‌اس‌ام به کار برده شود. 

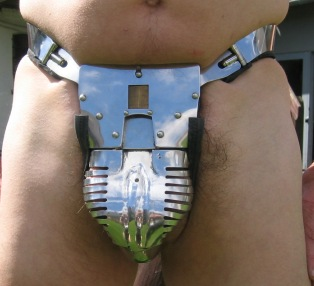
کمربند مدل مردانه، با درصد حفاظت بالا. کمربند تمام ژنیتال (نواحی تناسلی) را می‌پوشاند.

## هدف
هدف اصلی استفاده از کمربند پاکدامنی، محدودسازی دسترسی به نواحی تناسلی و کنترل فعالیت‌های جنسی توسط فرد حاکم (کلیددار) به منظور تقویت دینامیک قدرت در روابط بی‌دی‌اس‌ام است؛ این ابزار نقش مهمی در ایجاد تعلیق جنسی، ذخیره‌سازی انرژی جنسی و تعیین چارچوب فعالیت‌های جنسی در چارچوب توافق‌های پیش‌فرض ایفا می‌کند.

## قفس پاکدامنی

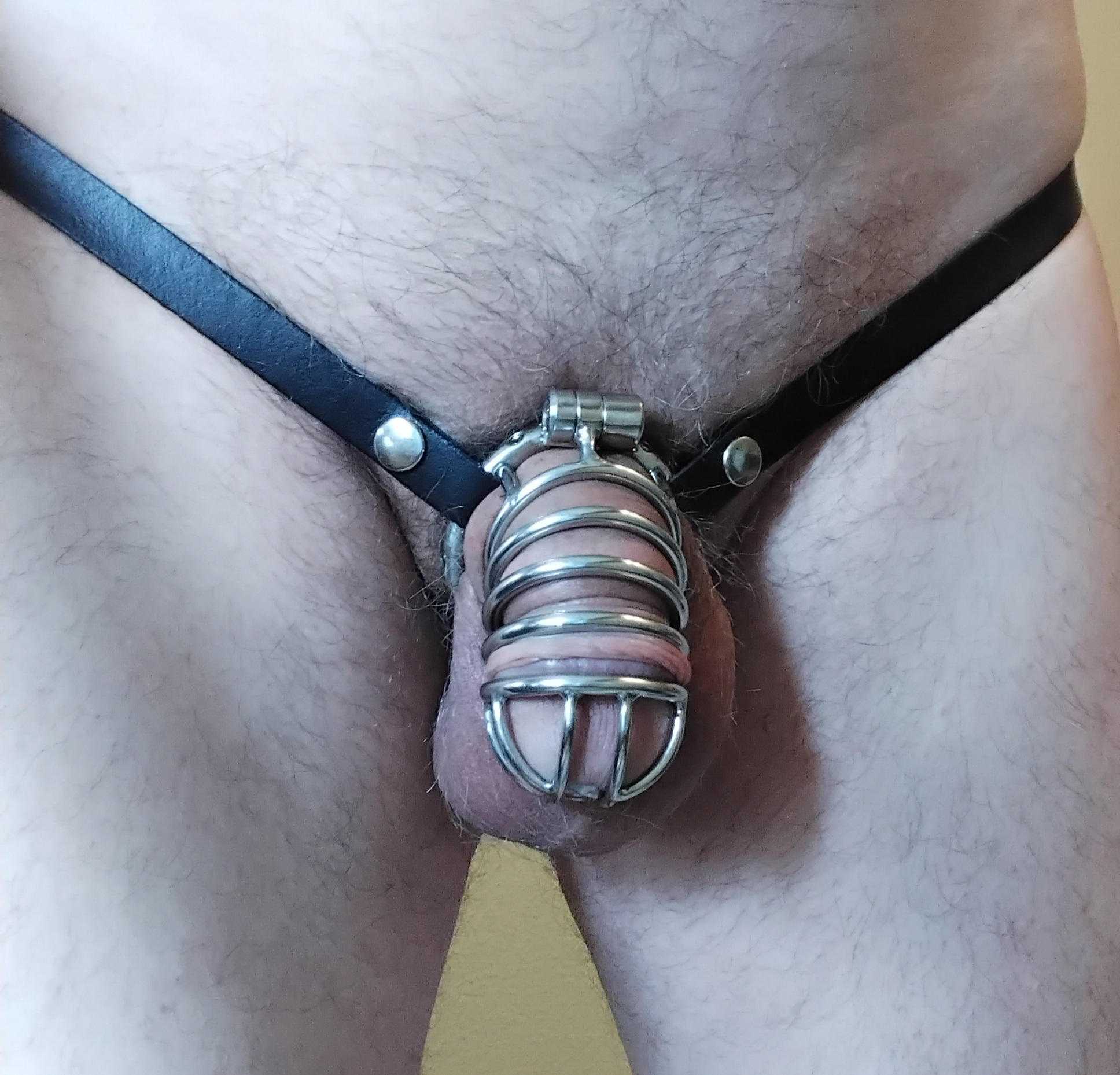
قفس آلت تناسلی با پیچ‌های ناخنی که برای تنبیه نعوظ در آلت تناسلی حفر می‌کنند. پلاگین فلزی اضافی در آلت تناسلی قرار داده شده است.

یک نوع محبوب و پرکاربرد از دستگاه پاکدامنی برای مردان معمولاً به‌عنوان قفس پاکدامنی، قفس آلت یا لوله پاکدامنی نامیده می‌شود. آنها تقریباً به‌طور انحصاری به‌عنوان یک اسباب‌بازی جنسی (سکس توی) و در بازی بی‌دی‌اس‌ام استفاده می‌شوند، و ممکن است آلت مرد را محصور کنند تا در صورت تحریک جنسی یا برانگیختگی جنسی، نعوظ (افراشتگی) را ناخوشایند یا ناممکن کنند و از هرگونه رابطه جنسی، خودارضایی، سکس دهانی در بر گیرنده ژنیتال پوشنده قفس و برخی از دیگر فرم‌های فعالیت جنسی جلوگیری کنند. یک پارتنر می‌تواند این روش را به کار گیرد تا پارتنر مرد اش کاملاً در اختیار او باشد یا انرژی اش ذخیره شود و تنها با او رابطه داشته باشد. یک قفس پاکدامنی ممکن است با اسباب‌بازی‌هایی همچون گردنبند شوکردار یا خایه‌شکن ترکیب شود. همه این قفس‌ها قفل و کلید دارند که توسط فرد کلیددار نگه داشته می‌شود. این شخص می‌تواند همسر، پارتنر، دومیناتریکس یا دیگر کسان باشد. این نداشتن نعوظ به مدت طولانی (۶ ماه تا ۲ سال) ممکن است باعث کوچک شدن موقتی آلت شود و پارتنرها را تشویق به تحقیر آلت کوچک کند. احتمالاً پس از گذشت چند روز از باز شدن قفس آلت کم‌کم به حالت گذشته برمی‌گردد. نکته‌ای که باید دقت کرد این است که به کل چیزی نباید با اندازه بسیار تنگ یا بسیار گشاد به‌مدت بسیار کوتاه یا بسیار دراز دور بخشی از بدن (در این مورد ژنیتال مرد) بسته شود. اگر بسته شود باید با توجه و مراقبت و همراه بررسی گاه به گاه باشد؛ زیرا خیلی تنگ باشد ممکن است جریان خون را قطع کند و باعث خطراتی تا قطع عضو برای فرد شود و اگر خیلی گشاد باشد به آسانی جدا می‌شود اگر کوتاه مدت باشد کاربردی ندارد و اگر درازمدت باشد باید جنس مواد مناسب باشد تا باعث مسمومیت و دیگر مشکل‌ها نشود؛ بنابراین اندازه و زمان مناسب آن اهمیت دارد. معمولاً باید فیت تا اندکی تنگ و به‌طور میان مدت استفاده شوند. ولی طول (درازا) قفس دلخواه است که چه اندازه شخص بخواهد آلتش فشرده شود و بهتر هنگامی که آلت خوابیده و شل است پوشیده شود.